# Финогенов, Игорь Валентинович
Игорь Валентинович Финогенов (род. 24 марта 1959, Ленинград) — российский банкир и предприниматель. Советник Президента Торгово-промышленной Палаты России — до апреля 2021 года.

## Биография
В 1982 году окончил Ленинградский кораблестроительный институт по специальности «инженер-механик», в 1989 году — Академию внешней торговли СССР.
Окончил Йоркский Университет (Канада) по специальности менеджер-финансист, прошёл курс для руководителей высшего звена Гарвардской школы бизнеса.
1994—1998, председатель Правления НОМОС-БАНКа
1998—2000, советник, заместитель генерального директора ФГУП «Росвооружение»
2000—2005, президент и председатель Правления НОМОС-БАНКа
В 2005 году в течение 4 месяцев был помощником министра финансов Российской Федерации
2006—2015, Председатель Правления ЕАБР
2015—2021, советник Президента Торгово-промышленной палаты России.
2015 — по февраль 2024 — Президент Полиметалл
Член Совета иностранных инвесторов при Президенте Республики Казахстан.

## Награды
- Орден Дружбы (2010)
- Орден «Достык» II степени (2011, Казахстан)
- Медаль «20 лет независимости Республики Казахстан» (2011)
- Почётная грамота правительства Российской Федерации (2009) — за большой вклад в развитие финансовой и банковской системы России
- Почётный знак Торгово-промышленной палаты РФ (2005)
- Почётный знак Ассоциации региональных банков России (2009)
- Благодарность Правительства Российской Федерации
- Благодарность Премьер-Министра Республики Казахстан (2015)